# Változékony kacskagomba
A változékony kacskagomba (Crepidotus variabilis) a kacskagombafélék családjába tartozó, Eurázsiában, Észak-Amerikában és Ausztráliában honos, lombos fák elhalt ágain élő, nem ehető gombafaj.

## Megjelenése
A változékony kacskagomba kalapjának átmérője 0,5-4 cm, alakja kagylóra vagy vesére emlékeztet. Tönkje nincs, vagy csökevényes, a korhadó fatörzsekből közvetlenül nő ki, sokszor lemezeivel felfelé. Széle fiatalon begöngyölt. Felszíne száraz, selymes, némileg szálas. Színe eleinte piszkosfehér, idősen kissé barnul, okkeresedik.
Húsa vékony, szívós, színe fehéres. Szaga és íze nem jellegzetes.
Némileg ritkás lemezei az aljzathoz való kapcsolódási pontból indulnak ki, sok a féllemez. Színük fiatalon fehéres, majd sárgásbarnásak, hús-barnásak, rózsás barnásak lesznek.
Spórapora rózsás-barnás. Spórái elliptikusak, felszínük apró tüskés, méretük 5,5-7 x 2,7-3,5 µm.

### Hasonló fajok
A kocsonyás kacskagomba, a ritkalemezű kacskagomba vagy a csontfehér kacskagomba hasonlíthat hozzá.

## Elterjedése és termőhelye
Eurázsiában, Észak-Amerikában és Ausztráliában honos. Egész Európában gyakori.
Lombos fák elhalt, korhadó ágain található, egyesével vagy csoportosan, inkább nedves körülmények között. Nyáron és kora ősszel terem.

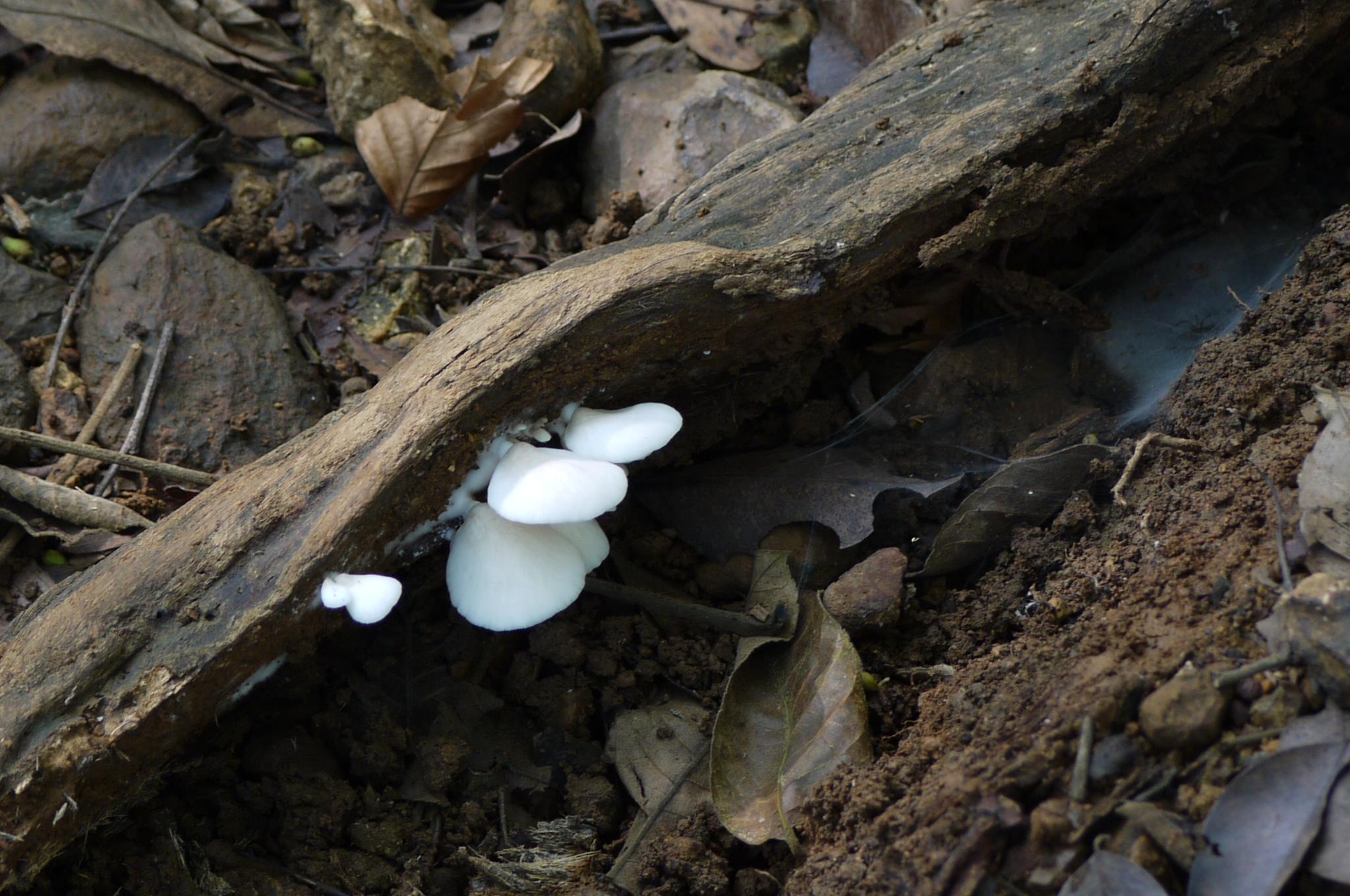
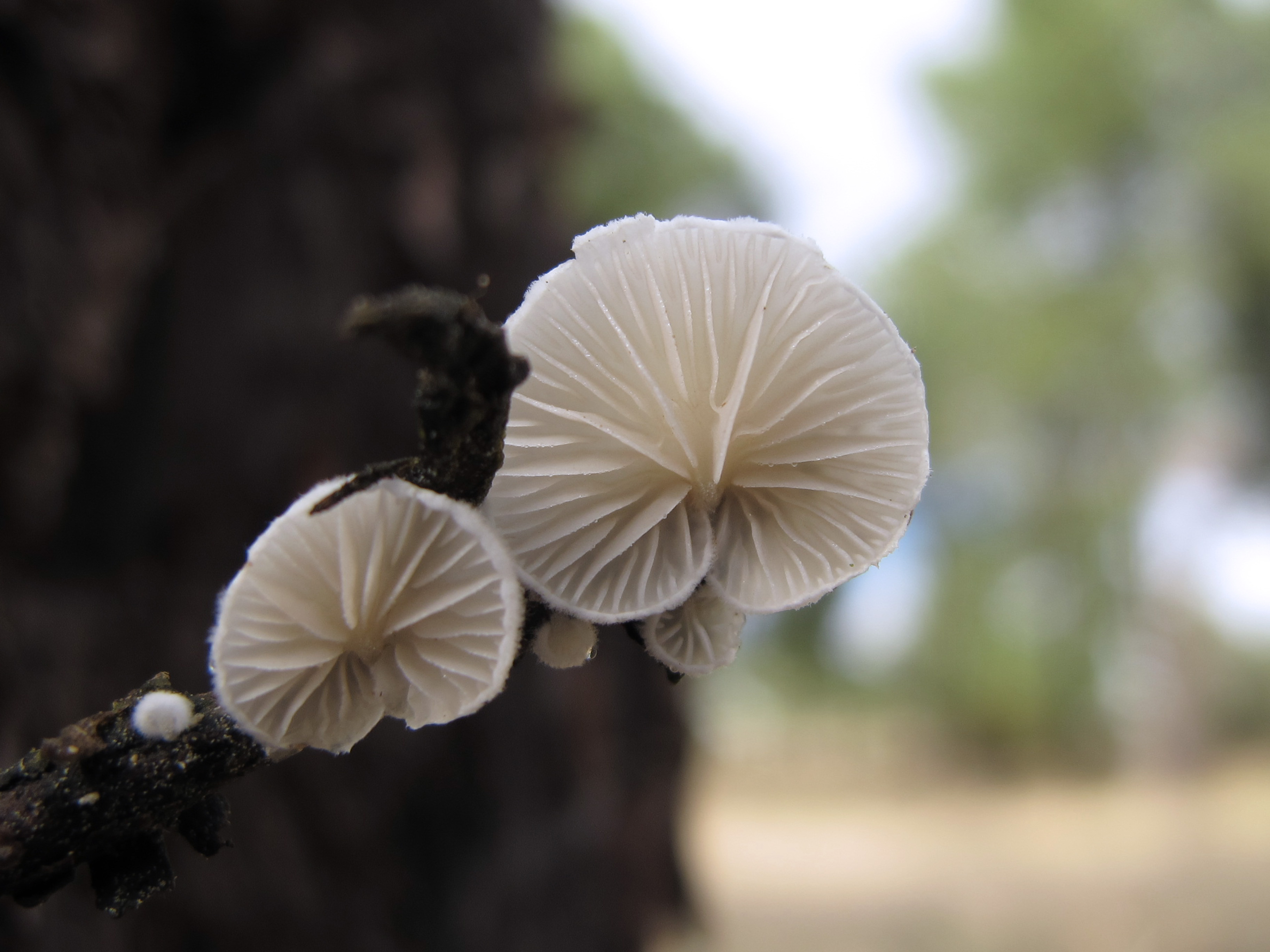
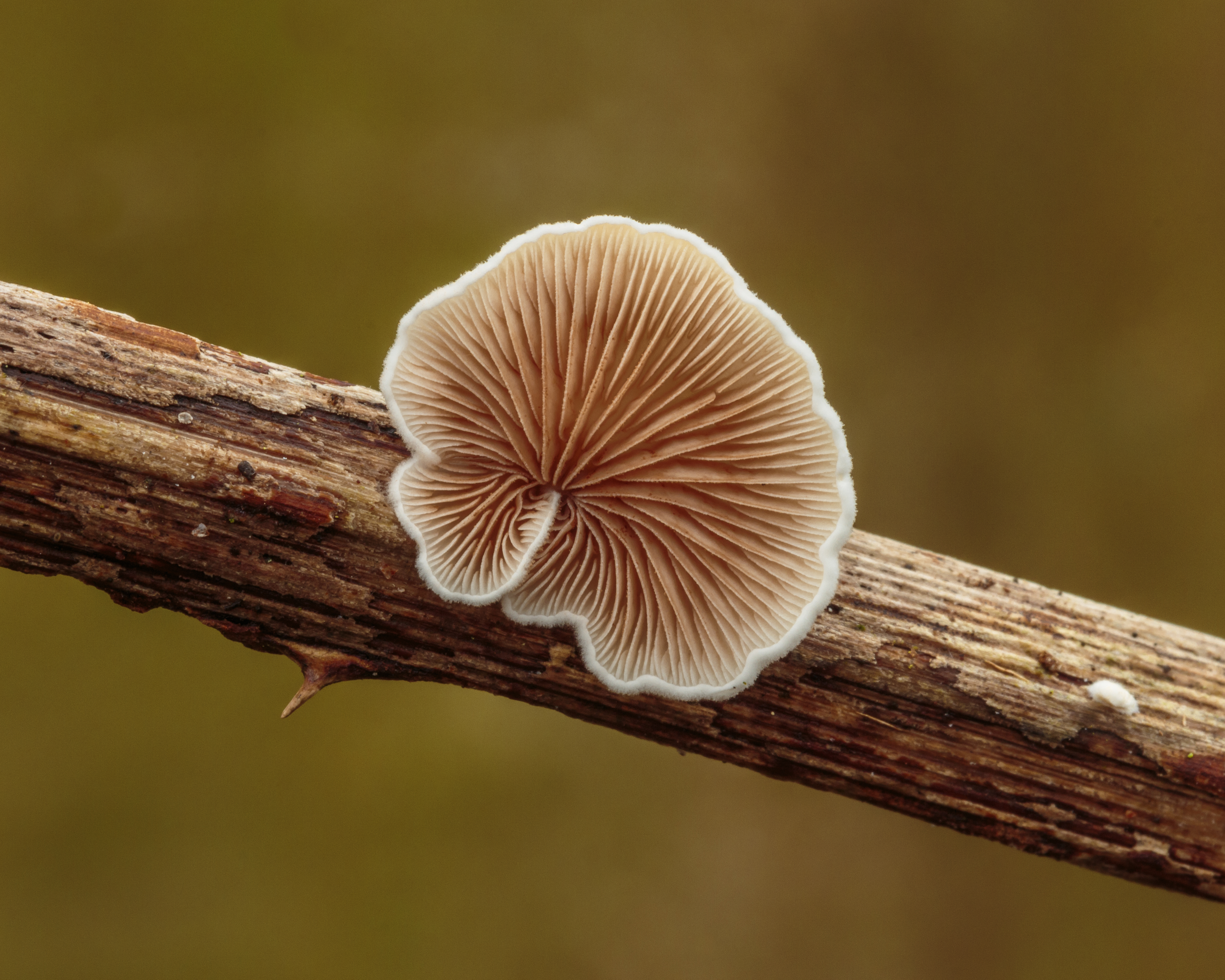
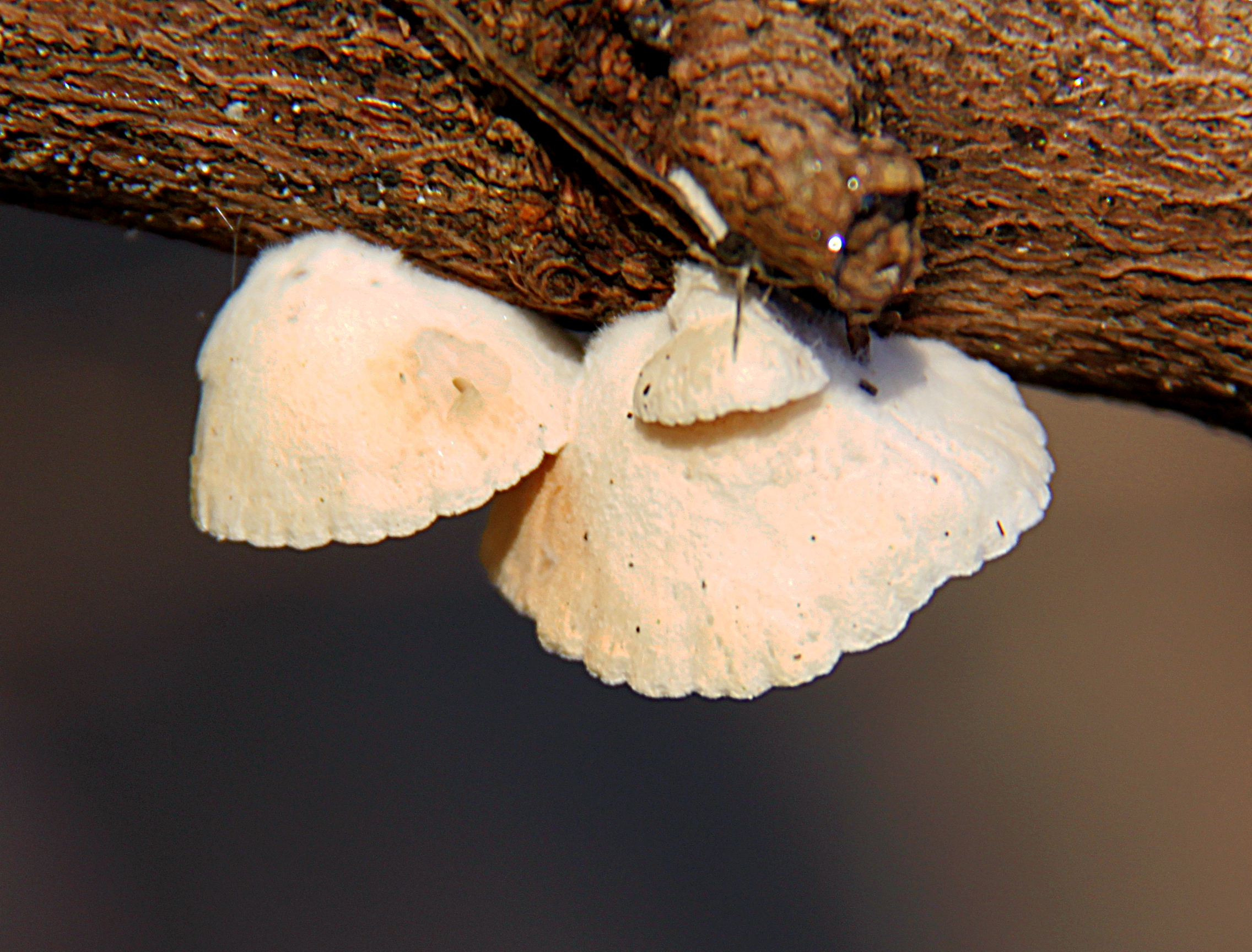
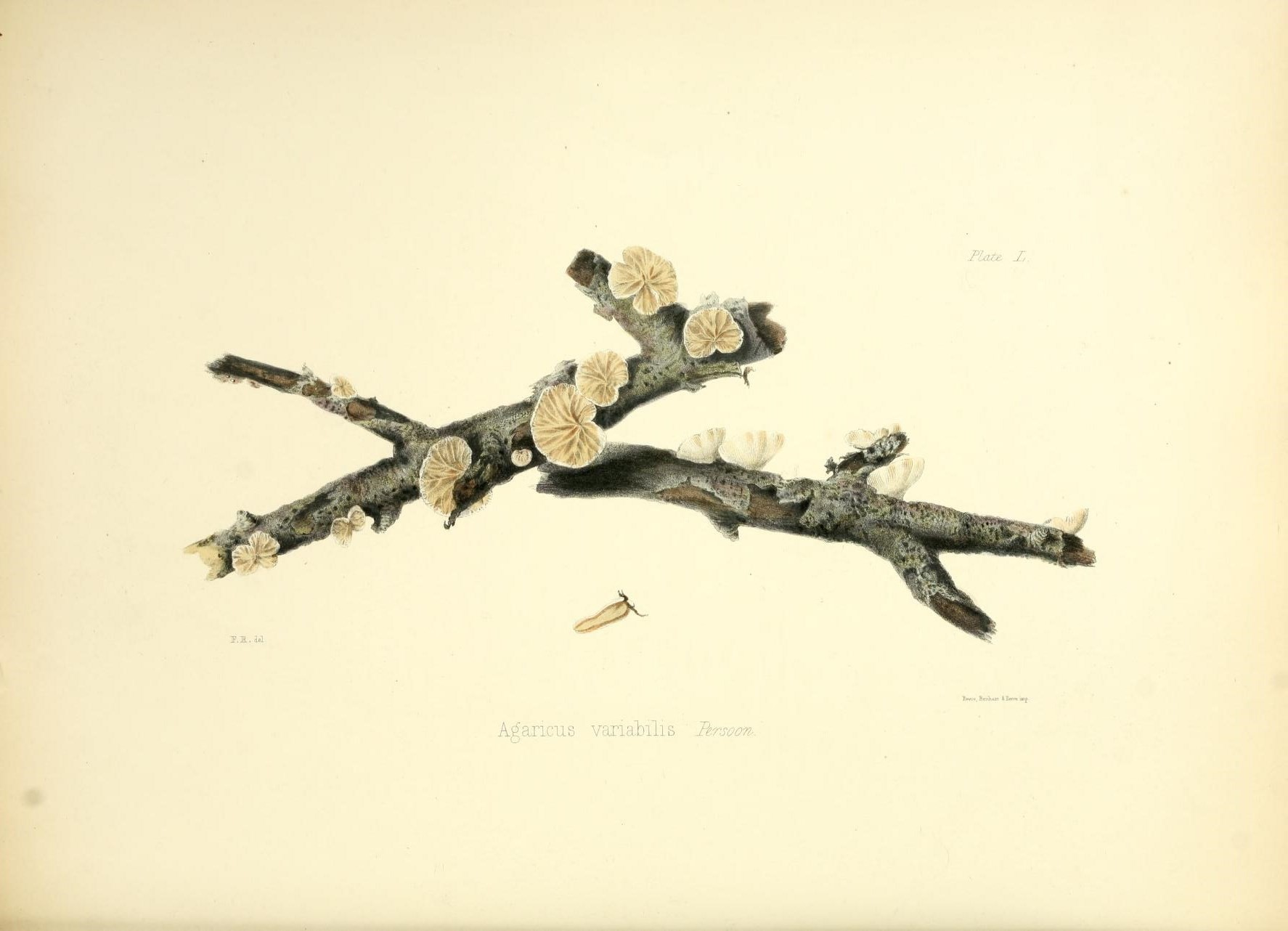

Nem ehető.